# Milano-Torino 2022
La Milano-Torino 2022, centotreesima edizione della corsa, valevole come dodicesima prova dell'UCI ProSeries 2022 categoria 1.Pro e come seconda prova della Ciclismo Cup 2022, si svolse il 16 marzo 2022 su un percorso di 199 km, con partenza da Magenta e arrivo a Rivoli, in Italia. La vittoria fu appannaggio del britannico Mark Cavendish, che completò il percorso in 4h31'22", alla media di 43,557 km/h, precedendo il francese Nacer Bouhanni e il norvegese Alexander Kristoff.
Sul traguardo di Rivoli 129 ciclisti, dei 131 partiti da Magenta, portarono a termine la competizione.

## Squadre e corridori partecipanti
| N.    | Cod. | Squadra                         |
| ----- | ---- | ------------------------------- |
| 1-7   | ACT  | AG2R Citroën Team               |
| 11-17 | AFC  | Alpecin-Fenix                   |
| 21-27 | AST  | Astana Qazaqstan Team           |
| 31-37 | BFC  | Bardiani-CSF-Faizanè            |
| 41-47 | BOH  | Bora-Hansgrohe                  |
| 51-57 | COF  | Cofidis                         |
| 61-67 | DRA  | Drone Hopper-Androni Giocattoli |
| 71-77 | EFN  | EF Education-Nippo              |
| 81-87 | EOK  | Eolo-Kometa Cycling Team        |
| 91-97 | IGD  | Ineos Grenadiers                |

| N.      | Cod. | Squadra                     |
| ------- | ---- | --------------------------- |
| 101-107 | IWG  | Intermarché-Wanty-Gobert    |
| 111-117 | IPT  | Israel-Premier Tech         |
| 121-127 | MOV  | Movistar Team               |
| 131-137 | QST  | Quick-Step Alpha Vinyl Team |
| 141-147 | ARK  | Team Arkéa-Samsic           |
| 151-157 | BEX  | Team BikeExchange-Jayco     |
| 161-167 | DSM  | Team DSM                    |
| 171-177 | TEN  | TotalEnergies               |
| 181-187 | TFS  | Trek-Segafredo              |
| 191-197 | UAD  | UAE Team Emirates           |

## Ordine d'arrivo (Top 10)
| Pos. | Corridore          | Squadra       | Tempo    |
| ---- | ------------------ | ------------- | -------- |
| 1    | Mark Cavendish     | Quick-Step    | 4h31'22" |
| 2    | Nacer Bouhanni     | Arkéa         | s.t.     |
| 3    | Alexander Kristoff | Intermarché   | s.t.     |
| 4    | Max Kanter         | Movistar      | s.t.     |
| 5    | Peter Sagan        | TotalEnergies | s.t.     |
| 6    | Andrea Vendrame    | AG2R          | s.t.     |
| 7    | Michael Mørkøv     | Quick-Step    | s.t.     |
| 8    | Ben Swift          | Ineos         | s.t.     |
| 9    | Simone Consonni    | Cofidis       | s.t.     |
| 10   | Biniam Girmay      | Intermarché   | s.t.     |